# Wolfgang Scholer
Wolfgang Scholer (* 27. Januar 1959) ist ein deutscher Tischtennisspieler.
Über die TTF Saarhölzbach, den SV 08 Bous und den 1. FC Saarbrücken kam Scholer 1979 zum ATSV Saarbrücken, mit dem er 1980 in die Bundesliga aufstieg und 1981 ins Endspiel des Europäischen Messepokals vordrang. Im selben Jahr wurde er Saarlandmeister im Herren-Einzel. 1983 bis 1985 wurde er mit dem ATSV deutscher Mannschaftsmeister.
Im Jahr 2020 ist er noch immer beim ATSV. Als Abteilungsleiter Tischtennis spielt er in der ersten Herrenmannschaft in der Verbandsoberliga Saarpfalz.
Wolfgang Scholer studierte die Fächer Anglistik und Sport an der Universität des Saarlandes und war hauptberuflich Studiendirektor für die Fächer Englisch und Sport und Schulleiter der Gemeinschaftsschule Bellevue in Saarbrücken. Im Jahr 2024 trat er in den Ruhestand. 
| Personendaten    | Personendaten                |
| ---------------- | ---------------------------- |
| NAME             | Scholer, Wolfgang            |
| KURZBESCHREIBUNG | deutscher Tischtennisspieler |
| GEBURTSDATUM     | 27. Januar 1959              |